# Міньйон (шрифт)
Міньйо́н — (від фр. mignon — милий, чарівний, крихітний) — друкарський шрифт, кегль якого становить 7 пунктів. Застосовують в енциклопедичних виданнях, кишенькових довідниках, словниках. Зрідка в оголошеннях і невеликих замітках в газетах.